# كاسر جليد التنوع
كاسر جليد التنوع (بالإنجليزية: Diversity Icebreaker)‏ هو استبيان يُستخدم في الندوات التي تهدف إلى تحسين التواصل والتفاعل في المجموعة أو بين الأقسام المختلفة أو الشركات التابعة في شركة أو منظمة أكبر. استنادا إلى نتائج الاستبيان يتم تقسيم المشاركين إلى ثلاث فئات (الأحمر والأزرق والأخضر). يُمثل كل لون مجموعة محددة من التفضيلات. يُقترح على الميسر اتباع هيكل ندوة محدد لإبراز التأثير في مساعدة المشاركين على تطوير فهم مشترك للطرق الفعالة للتواصل والعمل مع الأشخاص ذوي التفضيلات المختلفة.

## ورشة عمل
كاسر جليد التنوع هو أداة عملية يتم استخدامها غالبا في هيكل الندوة الكلاسيكية التي شرحها إيكيلوند ولانغفيك في كتابهما "كاسر جليد التنوع. كيفية إدارة عمليات التنوع". عادة ما يتم تنظيم الندوة لمجموعات تتراوح بين 9 و 150 شخصا وتستمر لمدة تتراوح بين ساعة واحدة وساعتين. يتم تقسيم المشاركين إلى مجموعات - الأحمر والأزرق والأخضر - استنادا إلى الاستبيان. يتميز التفضيل الأحمر بالتركيز الشديد على العلاقات والمشاركة الشخصية والمنظور الاجتماعي. يتم التعرف على التفضيل الأزرق من خلال التركيز على الهيكل والمهمة ومن خلال منظور منطقي. يُلاحظ المنظور الأخضر في التركيز على التغيير والرؤية والأفكار. يتم تحديد معنى الفئات الثلاثة خلال الندوة. يُشتق ذلك من عناصر الاستبيان (الأسئلة) ومن تجارب المشاركين الشخصية والثقافة المحلية مما يجعل فئات الأحمر والأزرق والأخضر قابلة للتعديل والتطبيق في سياقات عديدة.
من خلال عملية الندوة يتم بناء معنى الفئات من قبل المشاركين أنفسهم. يكتشفون تأثير وضع العلامات على بعضهم البعض فضلا عن تأثير الفكرة "نحن" مقابل "الآخرين". يعد الاستخدام المنهجي للفكاهة أمرا أساسيا في العملية ويحفز المشاركين على التفكير بشكل آمن ومفتوح في الاختلافات.

## مستخدمو المفهوم
يتم استخدام كاسر جليد التنوع للعمل على مجموعة واسعة من المواضيع من التركيز على التواصل والتفاعل بشكل عام إلى مواضيع أكثر تحديدا مثل تطوير الفريق والعلاقات الثقافية وأنماط التعلم وحل الصراعات. يتفاوت المستخدمون من الشركات متعددة الجنسيات إلى الشركات الصغيرة بغض النظر عن قطاع النشاط والمدارس والجامعات والمنظمات غير الربحية.
تصف روماني كيف تستخدم هذا المفهوم عند تدريس الطلاب في الفصول المتعددة الثقافات لطلاب الأالأعمال في سنغافورة حيث توعي الطلاب بتأثير فئات الذات والآخرين على ديناميكيات المجموعة. ويشير أورغريت إلى تطبيق مماثل للمفهوم في بنغلاديش. ويتم ذكر كاسر جليد التنوع أيضا في كتاب مورين ب. رابوتين بين أدوات أخرى ذات صلة لتحسين التعاون بين الثقافات.
تم ذكر تطبيق كاسر جليد التنوع أيضا في مجال الإرشاد والتوجيه.

## التطوير
تم تطوير كاسر جليد التنوع بواسطة بيورن زد. إكلوند. بدأ العمل بعد مشروع في عام 1995 حيث طُلب من مجموعات التركيز تقديم أفكار حول كيفية التواصل لتحقيق تغييرات في سلوك الآخرين. عندما قام المشاركون بتصنيف الأفكار ظهرت ثلاث فئات رئيسية. استخدمت هذه الفئات لأول مرة في عام 1995 في حملات التسويق وتدريب المستشارين حيث كان الهدف هو تقليل استهلاك الطاقة بين عملاء مزودي الطاقة. تم تقديم تطوير الفئات وتقييم الحملة الأولى في أطروحة الماجستير لبيورن زد. إكلوند.
تم إنشاء الطبعة الأولى من الاستبيان الذي يحدد تفضيل الفرد نحو إحدى الأدوار الزرقاء أو الحمراء أو الخضراء في عام 1998 ونشرت في كتاب عن تطوير الفريق من تأليف دانسك بسيكولوجيسك فورلاغ في الدنمارك. منذ ذلك الحين تم إعادة تحرير الاستبيان في عامي 2003 و 2005. ومنذ عام 2012 تم تسويق المفهوم في المملكة المتحدة والولايات المتحدة تحت اسم "الحوار الثلاثي".
حصل إكلوند على جائزة "مستشار العام 2008" لتطوير كاسر جليد التنوع. دعم مجلس البحوث النرويجي تطوير هذه الأداة في السنوات 2011-2012.

## القياس
تقدم البيانات القياسية المجمعة حتى سبتمبر 2011 نتائج من حوالي 240 عينة بإجمالي 8859 مشاركا. وهذا يتيح الفرصة لمقارنة مجموعات القياس القياسية المرتبطة بالمهنة والجنسية. تشير النتائج إلى أن النساء يحصلن على درجات أقل في اللون الأزرق وأعلى في اللون الأحمر من الرجال والعكس بالعكس. تم اكتشاف اختلافات طفيفة فقط فيما يتعلق بالعمر - حيث يحصل الأشخاص الذين تتجاوز أعمارهم 60 عاما على درجات أعلى في اللون الأزرق.
تم الإبلاغ عن الاتساق الداخلي الذي تم قياسه بواسطة ألفا كرونباخ على أساس 473 مشاركا بين 0.75 و 0.82.
تم التحقق من الأبعاد الحمراء والزرقاء والخضراء بشكل منهجي من خلال الصفات الشخصية والذكاء العاطفي والقيم الثقافية والمشاكل الشخصية بين الأشخاص وتجربة الانسيابية وعمليات الفريق.
تم استخدام فئات اللون الأحمر والأزرق والأخضر أيضا في التسويق من خلال البحوث حول شخصية العلامة التجارية.